# Rally de Alemania

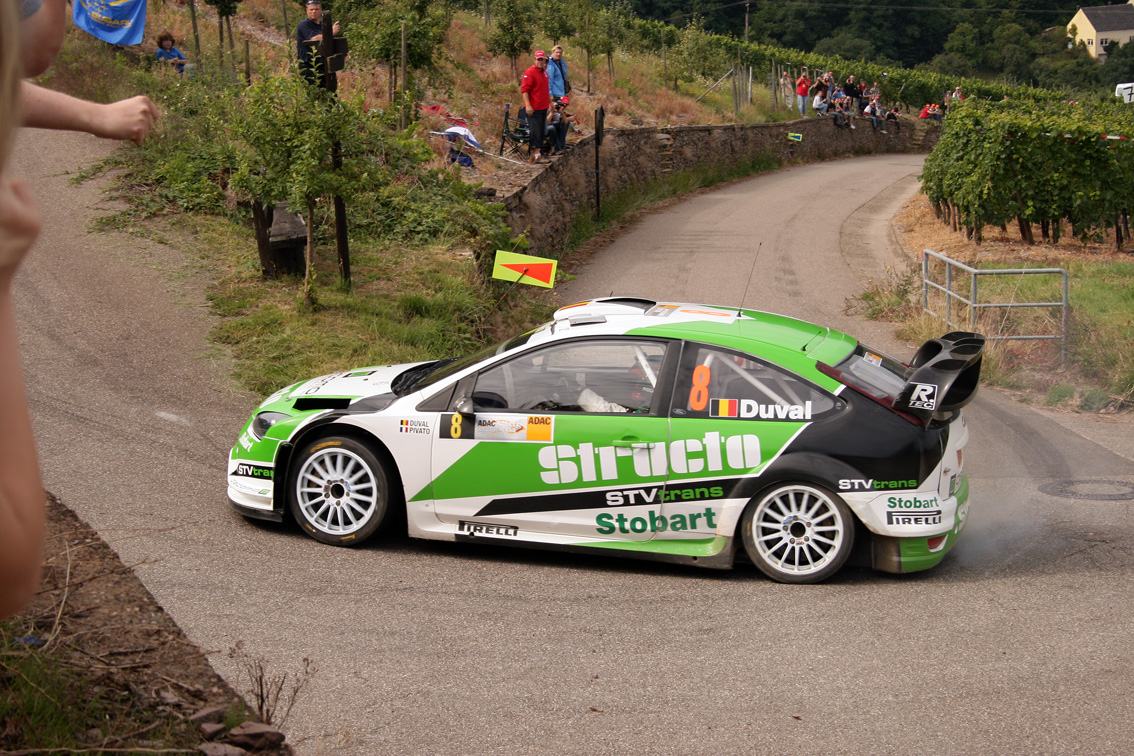
Las carreteras asfaltadas entre viñedos es una de las características de la prueba.

El Rally de Alemania, oficialmente ADAC Rallye Deutschland, es una carrera de rally que se disputa principalmente sobre tramos pavimentados en la región de Tréveris, Alemania desde el año 1982. Hasta 2001 fue fecha puntuable del Campeonato Alemán de Rally y del Campeonato de Europa de Rally y desde 2002 es una prueba válida del Campeonato Mundial de Rally. Además, fue puntuable para el Campeonato Mundial de Rally de Automóviles de Producción en 2003, 2004 y 2010, y para el Campeonato Mundial de Rally Junior en 2002, desde 2005 hasta 2008 y a partir de 2010. Las ediciones 2000 y posteriores han tenido lugar en los alrededores de la ciudad de Tréveris, en el estado de Renania-Palatinado.

## Historia
La primera edición se disputó en 1982 y ya desde ese primer año los pilotos locales fueron los protagonistas de la prueba. El alemán Erwin Weber venció con el Opel Ascona 400 y al año siguiente su compatriota y bicampeón del mundo Walter Röhrl lo hizo con el Lancia 037. Al año siguiente el también campeón mundial Hannu Mikkola se impuso con el Audi Quattro Sport en pleno apogeo de los grupo B. El Peugeot 205 Turbo 16 venció en 1985 y 1986, primero en manos del sueco Kalle Grundel y luego con la francesa Michèle Mouton las dos primeras ediciones en las que la prueba contó por primera vez para el Campeonato de Europa de Rally. Al año siguiente volvió a vencer un piloto alemán, Jochi Kleint con un VW Golf GTI 16V, para luego dejar paso al dominio de belgas que vencieron en tres ocasiones consecutivas: dos victorias para Robert Droogmans (1988, 1990) y una para Patrick Snijers (1989). 

## Palmarés

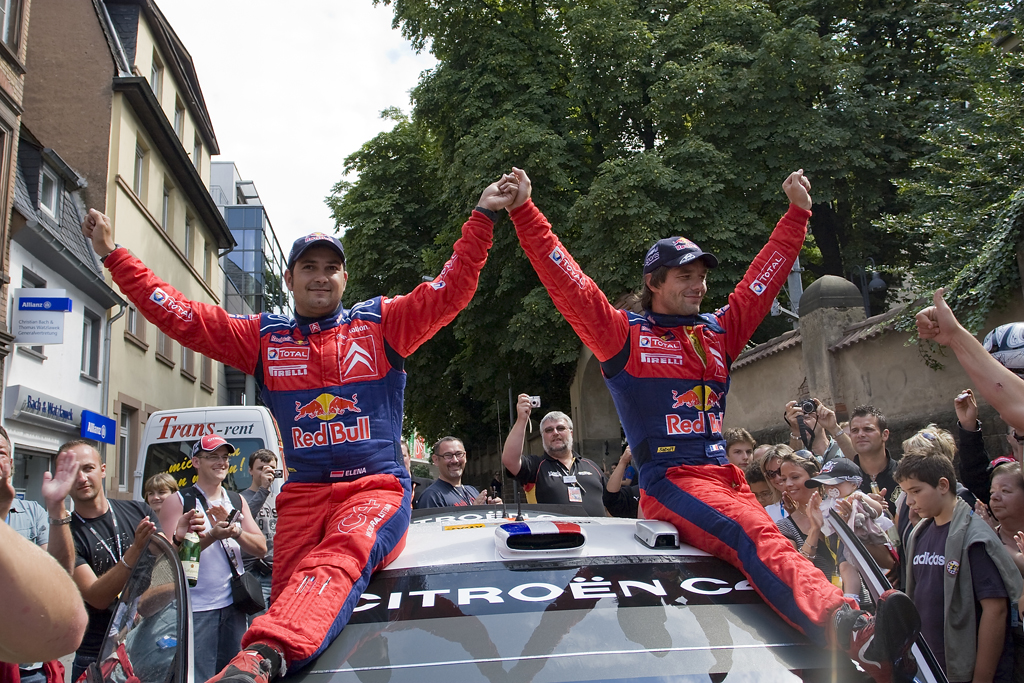
El francés Loeb y el monegasco Daniel Elena han ganado ocho ediciones consecutivas de la prueba alemana.

| Año         | Edición                         | Piloto            | Copiloto              | Vehículo                   | Series |
| ----------- | ------------------------------- | ----------------- | --------------------- | -------------------------- | ------ |
| 1982        | 1. Rallye Deutschland           | Erwin Weber       | Mathias Berg          | Opel Ascona 400            |        |
| 1983        | 2. Rallye Deutschland           | Walter Röhrl      | Christian Geistdörfer | Lancia 037                 |        |
| 1984        | 3. Rallye Deutschland           | Hannu Mikkola     | Christian Geistdörfer | Audi Quattro Sport         |        |
| 1985        | 4. Rallye Deutschland           | Kalle Grundel     | Peter Diekmann        | Peugeot 205 Turbo 16       | ERC    |
| 1986        | 5. Rallye Deutschland           | Michèle Mouton    | Terry Harriman        | Peugeot 205 Turbo 16       | ERC    |
| 1987        | 6. Rallye Deutschland           | Jochi Kleint      | Manfred Hiemer        | VW Golf GTI 16V            | ERC    |
| 1988        | 7. Rallye Deutschland           | Robert Droogmans  | Ronny Joosten         | Ford Sierra RS Cosworth    | ERC    |
| 1989        | 8. Rallye Deutschland           | Patrick Snijers   | Dany Colebunders      | Toyota Celica GT-4         | ERC    |
| 1990        | 9. Rallye Deutschland           | Robert Droogmans  | Ronny Joosten         | Lancia Delta Integrale 16V | ERC    |
| 1991        | 10. Rallye Deutschland          | Piero Liatti      | Luciano Tedeschini    | Lancia Delta Integrale 16V | ERC    |
| 1992        | 11. Rallye Deutschland          | Erwin Weber       | Manfred Hiemer        | Mitsubishi Galant VR-4     | ERC    |
| 1993        | 12. Rallye Deutschland          | Patrick Snijers   | Dany Colebunders      | Ford Escort RS Cosworth    | ERC    |
| 1994        | 13. Rallye Deutschland          | Dieter Depping    | Peter Thul            | Ford Escort RS Cosworth    | ERC    |
| 1995        | 14. Rallye Deutschland          | Enrico Bertone    | Massimo Chiapponi     | Toyota Celica GT-4         | ERC    |
| 1996        | 15. Rallye Deutschland          | Dieter Depping    | Fred Berssen          | Ford Escort Cosworth       | ERC    |
| 1997        | 16. Rallye Deutschland          | Dieter Depping    | Dieter Hawranke       | Ford Escort Cosworth       | ERC    |
| 1998        | 17. Rallye Deutschland          | Matthias Kahle    | Dieter Schneppenheim  | Toyota Corolla WRC         | ERC    |
| 1999        | 18. Rallye Deutschland          | Armin Kremer      | Fred Berssen          | Subaru Impreza WRC         | ERC    |
| 2000        | 19. Rallye Deutschland          | Henrik Lundgaard  | Jens-Christian Anker  | Toyota Corolla WRC         | ERC    |
| 2001        | 20. Rallye Deutschland          | Philippe Bugalski | Jean-Paul Chiaroni    | Citroën Xsara WRC          | ERC    |
| 2002        | 21. ADAC Rallye Deutschland     | Sébastien Loeb    | Daniel Elena          | Citroën Xsara WRC          | WRC    |
| 2003        | 22. ADAC Rallye Deutschland     | Sébastien Loeb    | Daniel Elena          | Citroën Xsara WRC          | WRC    |
| 2004        | 23. OMV ADAC Rallye Deutschland | Sébastien Loeb    | Daniel Elena          | Citroën Xsara WRC          | WRC    |
| 2005        | 24. OMV ADAC Rallye Deutschland | Sébastien Loeb    | Daniel Elena          | Citroën Xsara WRC          | WRC    |
| 2006        | 25. OMV ADAC Rallye Deutschland | Sébastien Loeb    | Daniel Elena          | Citroën Xsara WRC          | WRC    |
| 2007        | 26. ADAC Rallye Deutschland     | Sébastien Loeb    | Daniel Elena          | Citroën C4 WRC             | WRC    |
| 2008        | 27. ADAC Rallye Deutschland     | Sébastien Loeb    | Daniel Elena          | Citroën C4 WRC             | WRC    |
| 2009        | No se celebró                   | No se celebró     | No se celebró         | No se celebró              |        |
| 2010        | 28. ADAC Rallye Deutschland     | Sébastien Loeb    | Daniel Elena          | Citroën C4 WRC             | WRC    |
| 2011        | 29. ADAC Rallye Deutschland     | Sébastien Ogier   | Julien Ingrassia      | Citroën DS3 WRC            | WRC    |
| 2012        | 30. ADAC Rallye Deutschland     | Sebastien Loeb    | Daniel Elena          | Citroën DS3 WRC            | WRC    |
| 2013        | 31. ADAC Rallye Deutschland     | Dani Sordo        | Carlos del Barrio     | Citroën DS3 WRC            | WRC    |
| 2014        | 32. ADAC Rallye Deutschland     | Thierry Neuville  | Nicolas Gilsoul       | Hyundai i20 WRC            | WRC    |
| 2015        | 33. ADAC Rallye Deutschland     | Sébastien Ogier   | Julien Ingrassia      | Volkswagen Polo R WRC      | WRC    |
| 2016        | 34. ADAC Rallye Deutschland     | Sébastien Ogier   | Julien Ingrassia      | Volkswagen Polo R WRC      | WRC    |
| 2017        | 35. ADAC Rallye Deutschland     | Ott Tänak         | Martin Järveoja       | Ford Fiesta WRC            | WRC    |
| 2018        | 36. ADAC Rallye Deutschland     | Ott Tänak         | Martin Järveoja       | Toyota Yaris WRC           | WRC    |
| 2019        | 37. ADAC Rallye Deutschland     | Ott Tänak         | Martin Järveoja       | Toyota Yaris WRC           | WRC    |
| Referencias |                                 |                   |                       |                            |        |